# Тимофеева-Егорова, Анна Александровна
А́нна Алекса́ндровна Тимофе́ева (Его́рова) (23 сентября 1916 — 29 октября 2009) — советский лётчик-штурмовик, Герой Советского Союза (указ от 6 мая 1965 года, медаль № 10679), капитан. Участник Великой Отечественной войны.

## Биография

### Детство
Родилась 23 сентября 1916 года в деревне Володово (ныне — деревня в Кувшиновском районе Тверской области) в крестьянской семье. В семье было 8 детей (и ещё 8 умерли в детстве). Отец — Александр Егоров (1876—1925), крестьянин. Из-за нехватки средств вынужден был подрабатывать, занимаясь отхожим промыслом (сезонными работами). Участвовал в Первой мировой войне, воевал в гражданскую (на стороне Советской власти). Участие в военных действиях подорвали его здоровье, умер в 1925 году в возрасте 49 лет, и после этого детей растила одна мать.
Окончила 7 классов неполной средней школы в селе Нове, так как в Володово тогда школы не было. В предвоенные годы работала на Метрострое, закончила аэроклуб Метростроя в Малых Вязёмах, воспитавший 26 Героев Советского Союза. В 1938 году направлена в Ульяновскую школу лётчиков Осоавиахима, но после ареста старшего брата Василия была отчислена как родственник «врага народа». Уехала в Смоленск, устроилась работать на льнокомбинат, занималась в аэроклубе. Получила направление в школу лётчиков в Херсон, по окончании которого в 1939 году была инструктором Калининского аэроклуба.

### Участие в Великой Отечественной войне
В начале войны была зачислена лётчиком в 130-ю отдельную авиационную эскадрилью связи (оаэс) Южного фронта. На самолёте У-2 (По-2) совершила 236 вылетов (связь, разведка и поиск в тылу врага окружённых частей). В феврале 1942 года награждена орденом Красного Знамени.
В 1942 году добилась перевода в штурмовую авиацию. Воевала в составе 805-го штурмового авиационного полка (230-я штурмовая авиационная дивизия 4-я воздушная армия Северо-Кавказский фронт, 197-я штурмовая авиационная дивизия 6-й штурмовой авиационный корпус 16-я воздушная армия, 1-й Белорусский фронт), штурман полка. Пилотировала Ил-2. Воевала над Таманском полуостровом, Малой Землёй. За участие в прорыве «Голубой линии» под Новороссийском представлена ко второму ордену Красного Знамени.
Участвовала в освобождении Польши. Была единственной в полку женщиной-пилотом, позднее вместе со стрелком Дусей Назаркиной составили первый женский экипаж в штурмовой авиации. Всего за Великую Отечественную войну Анна Александровна Егорова совершила 277 боевых вылетов.

### В плену
22 августа 1944 года в воздушном бою над Студзянками была сбита и получила тяжёлое ранение. Обожжённая, без сознания попала в плен. Её воздушный стрелок, Евдокия Алексеевна Назаркина, погибла и была представлена к званию Героя Советского Союза посмертно. Тимофеева прошла несколько концлагерей. В январе 1945 года была освобождена танкистами 5-й ударной армии из Кюстринского концлагеря «ЗЦ», где содержалась в отдельном, постоянно охраняемом карцере. В лагере усилиями военнопленных удалось сохранить партбилет и награды Егоровой, а сама она была почти недееспособна. Залечить раны ей помогли сначала санинструктор Юлия Кращенко, попавшая в плен в ходе боёв на магнушевском плацдарме около Студзянок, который и должны были помочь оборонять штурмовики 805-го ШАП; в Зоннебурге — военный врач 2-го ранга Георгий Фёдорович Синяков, попавший в плен ещё в августе 1941 года под Киевом, и профессор Белградского университета Павле Трпинац . После освобождения из лагеря в течение 10 дней проходила проверку на допросах в отделении контрразведки «Смерш» 32-го стрелкового корпуса 5-й ударной армии. В своих мемуарах Анна Егорова рассказывала о тех днях. Каждую ночь ей надо было подниматься на второй этаж, на допрос к майору Фёдорову, который кричал на неё, требуя признаться, «где взяла ордена и партбилет», «почему сдалась в плен» и так далее. Анна Егорова вспоминала:

Каждую ночь мне надо было подняться на второй этаж. А там: «Стоять! Б…! Стоять!» А я — падаю. «Как перешла к немцам? Откуда взяла ордена?» Сорвали награды…

Однако её отпустили и даже предложили остаться работать в «Смерше», но она отказалась.

## После войны
После медкомиссии, не допустившей её к лётной работе, вернулась в Москву на Метрострой. В 1952 году писала письмо Сталину с просьбой пересмотреть её партийное дело и восстановить членство в партии, которого она была лишена после попадания в плен, но вновь получила отказ от партколлегии. Вышла замуж за Вячеслава Арсеньевича Тимофеева, бывшего командира 197-й штурмовой авиационной дивизии. В 1961 году Анна Егорова стала героем публикации «Егорушка» в «Литературной газете», и в 1965 году, с третьего представления к награде, ей присвоили звание Героя Советского Союза, к которому её уже представляли во время войны.
Стала членом Совета по взаимодействию с общественными объединениями ветеранов, офицеров запаса и в отставке при Президенте РФ. В мае 2006 года была удостоена почётного общественного титула «Национальный герой» и награждена орденом «За честь и доблесть» (всероссийская премия «Российский Национальный Олимп»). Член общества «Знание». Скончалась в Москве 29 октября 2009 года. Похоронена на Даниловском кладбище.

## Награды
Награждена орденом Ленина, 2 орденами Красного Знамени, 2 орденами Отечественной войны 1-й степени, польским Серебряным Крестом и более чем 20 медалями.

## Наградной лист
Наградной лист, составленный командованием после сообщения о гибели экипажа Егоровой:

Фамилия, имя, отчество — Егорова Анна Александровна.

Звание и должность — старший лейтенант, штурман 805-го штурмового полка.
Партийность — член ВКП(б) с 1943 года.
С какого времени в Красной Армии — с 1941 года.
Краткое изложение боевого подвига или заслуг. Совершила 277 успешных вылетов на самолётах По-2 и Ил-2. Лично уничтожила (длинный перечень танков, орудий, миномётов, автомашин, барж, повозок с грузами, живой силы противника…).
Бесстрашный летчик, в бою летала смело и уверенно. На поле боя держала себя мужественно, геройски. Как штурман полка, отлично ориентировалась в любых условиях погоды и при различных рельефах местности.
За героические подвиги, проявленные в боях по уничтожению живой силы и техники противника, и отличное выполнение заданий командования на фронтах Отечественной войны, за умелое руководство подчиненными, за произведенные десять боевых вылетов в качестве ведущего без потерь ведомых достойна представления к высшей правительственной награде — Героя Советского Союза

## Сочинения
- Тимофеева-Егорова А. А. [militera.lib.ru/memo/russian/timofeeva-egorova_aa2/index.html Держись, сестрёнка!] — М.: Воениздат, 1983. — 176 с. — 100 000 экз.
- Тимофеева-Егорова А. А. [militera.lib.ru/memo/russian/egorova/index.html Я Берёза, как слышите меня?] — М.: МБОФ «Победа», 1999.
- Тимофеева-Егорова Анна. Небо, «штурмовик», девушка. «Я — „Берёза“! Как слышите меня?…». — М.: Яуза, Эксмо, 2007. — 368 с. — (Война и мы. Солдатские дневники). — 4000 экз. — ISBN 5-7117-0074-X.